# Apsorroceras
Apsorroceras – rodzaj głowonogów z podgromady amonitów.
Żył w okresie jury (bajos).